# Hermann Goetz
Hermann Gustav Goetz, född 7 december 1840 i Königsberg (nuvarande Kaliningrad), död 3 december 1876 i Hottingen nära Zürich, var en tysk tonsättare som tillbringade mesta tiden av sin karriär i Schweiz. Han är mest känd för sin opera Der Widerspenstigen Zähmung (1872), efter Shakespeares komedi Så tuktas en argbigga.

## Biografi

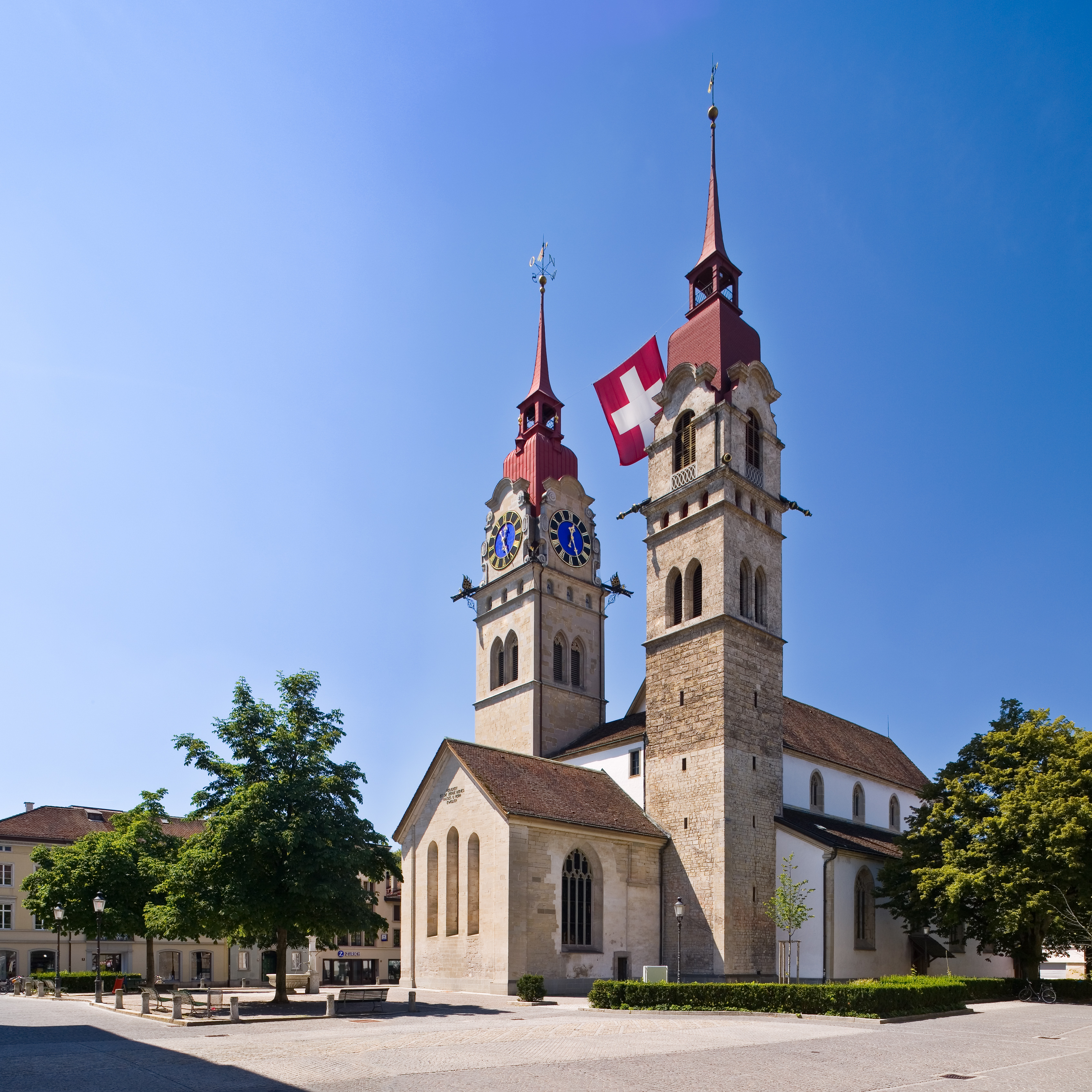
Stadskyrkan i Winterthur.

Goetz föddes i Königsberg i Ostpreussen som son till en musikälskande ölbryggare. Han lärde sig tidigt att spela piano, arbetade som dirigent för privata amatörföreställningar och började komponera en sonat för piano fyra händer vid 15 års ålder. Han gick också på läroverket i sin hemstad. Från 1857 tog Louis Köhler, som bodde i Königsberg, över hans musikaliska utbildning. Han kom i kontakt med musik redan i barndomen men han fick sina första seriösa pianolektioner först 1857 – även om han hade börjat komponera några år tidigare. I slutet av 1850-talet påbörjade han examenstudier i matematik, men hoppade av efter tre terminer för att studera vid musikskolan Sternska konservatoriet i Berlin. Här studerade han piano och komposition för Hans von Bülow, kontrapunkt och instrumentering för Hugo Ulrich och dirigering för Julius Stern. Med strålande framgång spelade han sin pianokonsert i Ess-dur vid slutprovet 1862 och avslutade därmed sina studier. 1863 flyttade han till Schweiz och året därpå utnämndes Goetz till stadsorganist i Winterthur (tack vare Carl Reinecke), där han efterträdde Theodor Kirchner. I Winterthur lärde han ut pianospel och började göra sig ett namn som kompositör, pianist, dirigent, organist och pianolärare. Den 22 september 1868 gifte han sig med Laura Wirth, äktenskapet förrättades av deras gemensamma vän (och Goetz librettist) Joseph Victor Widmann. Två år senare flyttade paret till byn Hottingen, idag en förort till Zürich, men Goetz förblev anställd i Winterthur till 1872. Mellan 1870 och 1874 skrev han recensioner i en musiktidskrift.
Efter tio år som kritiker, pianist och dirigent tillbringade han sina tre sista år med att komponera. På grund av en tilltagande tuberkulos, som han hade lidit av sedan 1850-talet, var Goetz tvungen att dra sig tillbaka från undervisning och konsertframträdande.
Dirigenten Felix Weingartner tyckte det var "obegripligt att hans förtjusande komiska opera Der Widerspenstigen Zähmung så totalt hade försvunnit från repertoaren." En annan stor beundrare av Goetzs kompositioner var George Bernard Shaw, som hyllade Goetzs Symfoni i F som likvärdig Mendelssohn, Schumann och Brahms.
Goetz avled av tuberkulos vid en ålder av 35 i Hottingen och ligger begraven i Zürich.

## Stil
Även om Goetz visade ett aktivt intresse för de viktiga, artistiska trenderna av sin tid (å ena sidan Liszt och Wagner, å andra sidan Brahms), var hans egen kompositionsstil mer påverkad av Mozart och Mendelssohn, och till mindre grad av Schumann. Goetzs musik kännetecknas av lyriskhet och stor klarhet, och kan i allmänna termer definieras som stilla och introvert. Så gott som alltid undverk Goetz spektakulära effekter. En stor sakkunskap i kompositionsteknik är karaktäristisk för Goetzs stil, vilken är särskilt uppenbar i samhörigheten av motiv och satsernas tekniska djup.
Goetz var ingen radikal förgrundsgestalt för nya musikaliska vägar, utan snarare en kompositör i total kontroll av sin kompositionsteknik. Under en lång tid var han totalt bortglömd, även om Gustav Mahler framförde flera av hans verk; endast sedan 1990-talet har hans verk spelats på nytt.

## Verk
Bland Goetzs kompositioner återfinns en symfoni, två pianokonserter, en violinkonsert i en sats, åtskilligt med pianomusik, en pianotrio, pianokvartett, pianokvintett, och sonat för fyrhändigt piano (två pianister). Det finns också två operor, Der Widerspenstigen Zähmung (efter Shakespeares Så tuktas en argbigga) samt, avsevärt mindre framgångsrik, treaktsoperan Francesca von Rimini till libretto av kompositören och Joseph Victor Wildmann, byggd på Dantes Inferno (premiär i Mannheim, 30 september 1877).

### Operor
- Der Widerspenstigen Zähmung, opera (1868–73)
- Francesca von Rimini, ofullbordad opera (1875–77, ouvertyr och akt 3 färdigställd av Ernst Frank.

### Vokalverk
- Psalm 137 för sopran, kör och orkester, Op. 14 (1864)
- Nenie (en dikt av Friedrich Schiller) för kör och orkester, Op. 10 (1874)
- sånger
- koralhymner

### Orkesterverk
- Symfoni i e-moll (1866, endast fragment återstår)
- Symfoni i F-Dur, Op. 9 (1873)
- Vårouvertyr, Op. 15 (1864)
- Pianokonsert Nr. 1 i Ess-Dur (1861)
- Pianokonsert Nr. 2 in B-Dur, Op. 18 (1867)
- skisser av en tredje pianokonsert i D-Dur
- Violinkonsert i G-Dur, Op. 22 (1868)

### Kammarmusik
- Pianotrio i g-moll, Op. 1 (1863)
- Tre lätta stycken, för violin och piano (1863)
- Stråkkvartett i B-Dur (1865–66)
- Pianokvartett i E-Dur, Op. 6 (1867)
- Pianokvintett i c-moll, Op. 16 (1874)

### Pianomusik
- 2 sonatiner (F-Dur, Ess-Dur), Op. 8 (1871)
- Lose Blätter, Op. 7 (1864–69)
- Genrebilder, Op. 13 (1870–76)
- Fyrhändig sonat för piano i D-Dur (från 1855)
- Fyrhändig sonat för piano i g-moll, Op. 17 (1865)